# Accidente de avión de combate en Daca de 2025
El 21 de julio de 2025, un avión de combate de entrenamiento F-7BGI operado por la Fuerza Aérea de Bangladés se estrelló en el campus de Milestone College en Diabari, Uttara, Daca. El accidente ocurrió alrededor de la 1:18 p. m. (BST) cuando, según se informó, el avión aterrizaba en la base BAF Bir Uttom AK Khandker mientras los estudiantes asistían a clases en Milestone. Se han reportado al menos 35 muertos y 173 heridos.

## Aeronave
El F-7 BGI (también conocido como J-7BGI) es una variante del Chengdu J-7. Entregado en 2013 y 2022, presenta mejoras significativas respecto al F-7BG, incluyendo tres pantallas multifunción (MFD) y un radar de control de tiro mejorado. Es el F-7 más avanzado jamás construido. El avión que estuvo involucrado en el accidente fue entregado a la BAD en 2013.

## Vuelo y accidente
El avión despegó a la 1:06 p. m. (BST) de la Base BAF Bir Uttom AK Khandker. El teniente de vuelo Toukir Islam se encontraba en su primera misión en solitario cuando la aeronave que pilotaba sufrió una avería poco después del despegue durante un vuelo en grupo. La aeronave dejó de responder y entró en pérdida, impidiéndole recuperar el control. La torre de control le indicó que se eyectara, pero debido a la baja altitud, la eyección no fue posible. Intentó dirigir la aeronave hacia una zona abierta en Diabari, pero no lo logró.
El avión se estrelló contra la puerta principal del edificio Haider Ali del Milestone College, entrando por un lado en la planta baja y rsaliendo por el otro. Fuentes militares confirmaron que Toukir fue encontrado inicialmente con vida y con pulso, y fue trasladado en helicóptero MI-17 a la unidad de cuidados coronarios del Hospital Militar Combinado de Daca. Sin embargo, no sobrevivió a las heridas sufridas en el accidente.
El incidente ocurrió justo antes del receso escolar, cuando aún había clases. El avión de entrenamiento impactó contra el tejado del Bloque 7, de siete plantas, de la escuela, antes de impactar directamente contra un edificio de dos plantas que en ese momento albergaba a más de 100 alumnos de primaria y secundaria. Tres secciones independientes de primaria, donde se impartían clases desde preescolar hasta tercer grado, fueron impactadas. El impacto abrió un boquete en la puerta del edificio, lo que provocó un incendio.
El Servicio de Bomberos y Defensa Civil de Bangladés informó que sus equipos llegaron al lugar del accidente alrededor de la 1:22 p. m. (hora estándar británica) Nueve unidades de bomberos y seis ambulancias se desplegaron en el lugar. Dos pelotones de la Guardia Fronteriza de Bangladés también se desplegaron para asegurar la zona y asistir en las operaciones de rescate.

## Damnificados
Al menos 35 personas murieron, incluido el piloto y un estudiante de tercer grado. Más de 173 personas resultaron heridas, principalmente por quemaduras, y al menos veinte de ellas en estado crítico. Sesenta víctimas fueron hospitalizadas en el Instituto Nacional de Quemaduras y Cirugía Plástica.

## Reacción
El gobierno de Bangladés declaró un día de luto nacional para el 22 de julio con las banderas bangladesíes ondeando a media asta. El asesor principal, Muhammad Yunus, prometió realizar una investigación sobre el accidente. La Fuerza Aérea de Bangladés estableció un comité de investigación de alto nivel para determinar la causa del accidente. Un vagón del metro de Daca fue reservado para transportar a las víctimas a los hospitales.